# Köbi Kuhn

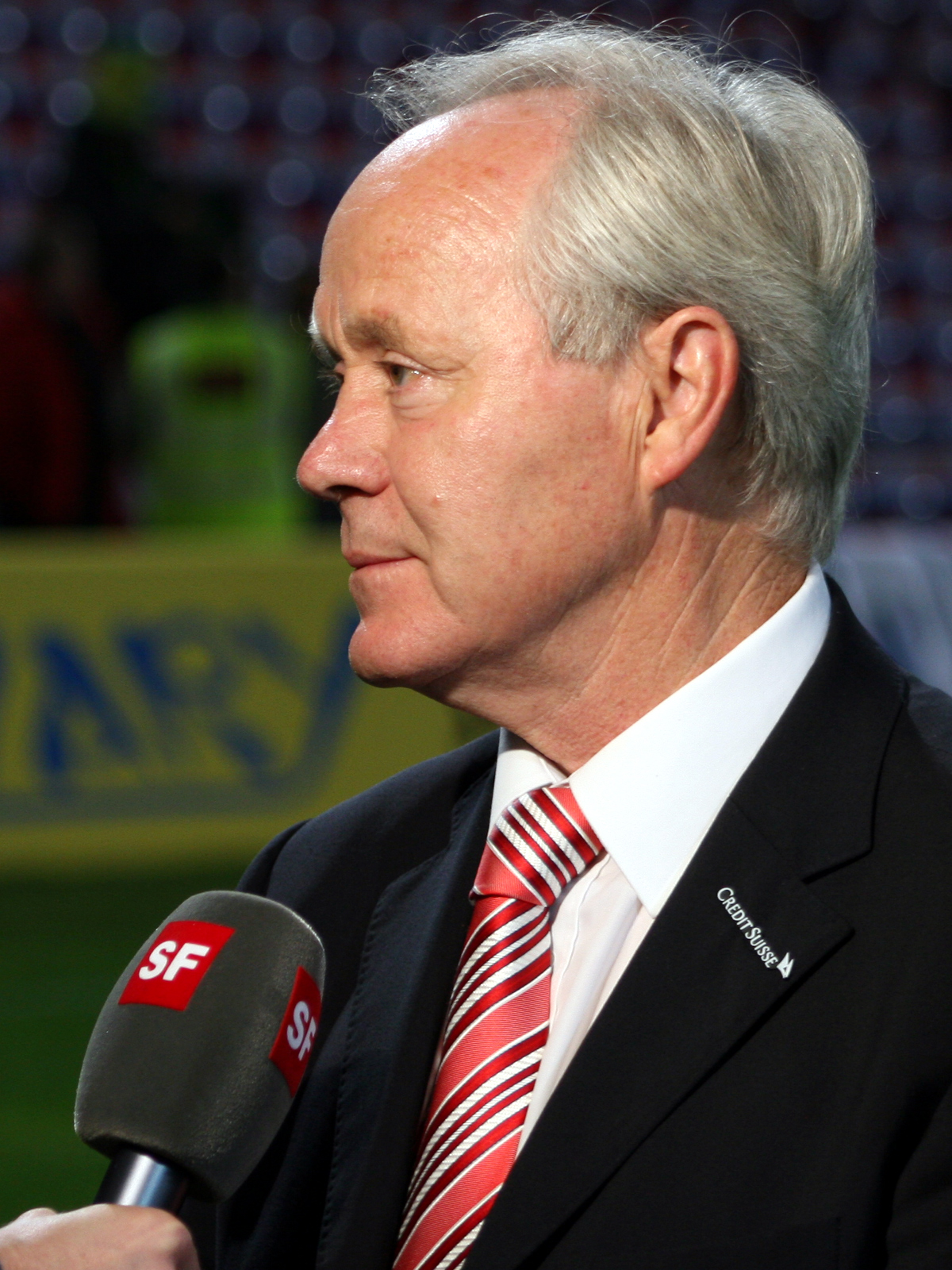
Köbi Kuhn in 2006

Jakob "Köbi" Kuhn (Zürich, 12 oktober 1943 – Zollikerberg, 26 november 2019) was een Zwitserse voetballer en voetbaltrainer. Als voetballer was hij een toonaangevende speler bij FC Zürich en speelde hij 63 interlands. Van 2001 tot 2008 was hij coach van het Zwitsers voetbalelftal.

## Biografie
Kuhn begon zijn trainerscarrière bij Jong Zwitserland, maar behaalde daar geen aansprekende resultaten mee. Toch werd hij in juni 2001 aangesteld als bondscoach. Met het nationale elftal wist hij op overtuigende wijze het EK voetbal 2004 te behalen. Op het toernooi zelf vielen de resultaten echter tegen en was de groepsfase het eindstation. In de kwalificatie voor het WK voetbal 2006 zat Zwitserland in een zware groep met onder andere Frankrijk, Ierland en Israël. Uiteindelijk werd het team tweede achter Frankrijk. Via een play-off met Turkije werd het WK-ticket behaald.
In 2006 werd Kuhn tot Zwitsers trainer van het jaar en tot Zwitser van het jaar gekozen. Kuhn werd na het EK voetbal 2008 opgevolgd als nationale trainer door Ottmar Hitzfeld.
Jakob "Köbi" Kuhn overleed in 2019 op 76-jarige leeftijd na een lange periode van gezondheidsproblemen in een ziekenhuis in de buurt van Zürich.

## Carrière als speler

### Erelijst
- Zwitsers voetballer van het jaar

1976

## Carrière als coach

### Clubs
| Jaar      | Club                                          | Land |
| --------- | --------------------------------------------- | ---- |
| 1979-1990 | FC Zürich (Jeugdopleiding)                    | SUI  |
| 1983-1984 | FC Zürich (verzorger)                         | SUI  |
| 1990-1995 | FC Zürich (technisch directeur en jeugdcoach) | SUI  |

### Nationale elftallen
- 1996–2001: Zwitserland jeugd en onder 21
- 2001–2008: Zwitserland

| Interlands Zwitserland onder leiding van bondscoach Jakob Kuhn | Interlands Zwitserland onder leiding van bondscoach Jakob Kuhn | Interlands Zwitserland onder leiding van bondscoach Jakob Kuhn | Interlands Zwitserland onder leiding van bondscoach Jakob Kuhn | Interlands Zwitserland onder leiding van bondscoach Jakob Kuhn | Interlands Zwitserland onder leiding van bondscoach Jakob Kuhn |
| №                                                              | Datum                                                          | Plaats                                                         | Competitie                                                     | Wedstrijd                                                      | Uitslag                                                        |
| -------------------------------------------------------------- | -------------------------------------------------------------- | -------------------------------------------------------------- | -------------------------------------------------------------- | -------------------------------------------------------------- | -------------------------------------------------------------- |
| 1                                                              | 15.08.2001                                                     | Wenen                                                          | Vriendschappelijk                                              | Oostenrijk – Zwitserland                                       | 1–2                                                            |
| 2                                                              | 01.09.2001                                                     | Basel                                                          | WK-kwalificatie                                                | Zwitserland – Joegoslavië                                      | 1–2                                                            |
| 3                                                              | 05.09.2001                                                     | Luxemburg                                                      | WK-kwalificatie                                                | Luxemburg – Zwitserland                                        | 0–3                                                            |
| 4                                                              | 06.10.2001                                                     | Moskou                                                         | WK-kwalificatie                                                | Rusland – Zwitserland                                          | 4–0                                                            |
| 5                                                              | 12.02.2002                                                     | Nicosia                                                        | Vriendschappelijk                                              | Cyprus – Zwitserland                                           | 1–1                                                            |
| 6                                                              | 13.02.2002                                                     | Limassol                                                       | Vriendschappelijk                                              | Hongarije – Zwitserland                                        | 1–2                                                            |
| 7                                                              | 27.03.2002                                                     | Malmö                                                          | Vriendschappelijk                                              | Zweden – Zwitserland                                           | 1–1                                                            |
| 8                                                              | 15.05.2002                                                     | Sankt Gallen                                                   | Vriendschappelijk                                              | Zwitserland – Canada                                           | 1–3                                                            |
| 9                                                              | 21.08.2002                                                     | Basel                                                          | Vriendschappelijk                                              | Zwitserland – Oostenrijk                                       | 3–2                                                            |
| 10                                                             | 08.09.2002                                                     | Basel                                                          | EK-kwalificatie                                                | Zwitserland – Georgië                                          | 4–1                                                            |
| 11                                                             | 12.10.2002                                                     | Tirana                                                         | EK-kwalificatie                                                | Albanië – Zwitserland                                          | 1–1                                                            |
| 12                                                             | 16.10.2002                                                     | Dublin                                                         | EK-kwalificatie                                                | Ierland – Zwitserland                                          | 1–2                                                            |
| 13                                                             | 12.02.2003                                                     | Nova Gorica                                                    | Vriendschappelijk                                              | Slovenië – Zwitserland                                         | 1–5                                                            |
| 14                                                             | 02.04.2003                                                     | Tbilisi                                                        | EK-kwalificatie                                                | Georgië – Zwitserland                                          | 0–0                                                            |
| 15                                                             | 30.04.2003                                                     | Lancy                                                          | Vriendschappelijk                                              | Zwitserland – Italië                                           | 1–2                                                            |
| 16                                                             | 07.06.2003                                                     | Basel                                                          | EK-kwalificatie                                                | Zwitserland – Rusland                                          | 2–2                                                            |
| 17                                                             | 11.06.2003                                                     | Lancy                                                          | EK-kwalificatie                                                | Zwitserland – Albanië                                          | 3–2                                                            |
| 18                                                             | 20.08.2003                                                     | Lancy                                                          | Vriendschappelijk                                              | Zwitserland – Frankrijk                                        | 0–2                                                            |
| 19                                                             | 10.09.2003                                                     | Moscow                                                         | EK-kwalificatie                                                | Rusland – Zwitserland                                          | 4–1                                                            |
| 20                                                             | 11.10.2003                                                     | Basel                                                          | EK-kwalificatie                                                | Zwitserland – Ierland                                          | 2–0                                                            |
| 21                                                             | 18.02.2004                                                     | Rabat                                                          | Vriendschappelijk                                              | Marokko – Zwitserland                                          | 2–1                                                            |
| 22                                                             | 31.03.2004                                                     | Heraklion                                                      | Vriendschappelijk                                              | Griekenland – Zwitserland                                      | 1–0                                                            |
| 23                                                             | 28.04.2004                                                     | Lancy                                                          | Vriendschappelijk                                              | Zwitserland – Slovenië                                         | 2–1                                                            |
| 24                                                             | 02.06.2004                                                     | Basel                                                          | Vriendschappelijk                                              | Zwitserland – Duitsland                                        | 0–2                                                            |
| 25                                                             | 06.06.2004                                                     | Zurich                                                         | Vriendschappelijk                                              | Zwitserland – Liechtenstein                                    | 1–0                                                            |
| 26                                                             | 13.06.2004                                                     | Leiria                                                         | EK-eindronde                                                   | Kroatië – Zwitserland                                          | 0–0                                                            |
| 27                                                             | 17.06.2004                                                     | Coimbra                                                        | EK-eindronde                                                   | Engeland – Zwitserland                                         | 3–0                                                            |
| 28                                                             | 21.06.2004                                                     | Coimbra                                                        | EK-eindronde                                                   | Frankrijk – Zwitserland                                        | 3–1                                                            |
| 29                                                             | 18.08.2004                                                     | Zurich                                                         | Vriendschappelijk                                              | Zwitserland – Noord-Ierland                                    | 0–0                                                            |
| 30                                                             | 04.09.2004                                                     | Basel                                                          | WK-kwalificatie                                                | Zwitserland – Faeröer                                          | 6–0                                                            |
| 31                                                             | 08.09.2004                                                     | Basel                                                          | WK-kwalificatie                                                | Zwitserland – Ierland                                          | 1–1                                                            |
| 32                                                             | 09.10.2004                                                     | Ramat Gan                                                      | WK-kwalificatie                                                | Israël – Zwitserland                                           | 2–2                                                            |
| 33                                                             | 09.02.2005                                                     | Dubai                                                          | Vriendschappelijk                                              | V.A.E. – Zwitserland                                           | 1–2                                                            |
| 34                                                             | 26.03.2005                                                     | Saint-Denis                                                    | WK-kwalificatie                                                | Frankrijk – Zwitserland                                        | 0–0                                                            |
| 35                                                             | 30.03.2005                                                     | Zurich                                                         | WK-kwalificatie                                                | Zwitserland – Cyprus                                           | 1–0                                                            |
| 36                                                             | 04.06.2005                                                     | Toftir                                                         | WK-kwalificatie                                                | Faeröer – Zwitserland                                          | 1–3                                                            |
| 37                                                             | 17.08.2005                                                     | Oslo                                                           | Vriendschappelijk                                              | Noorwegen – Zwitserland                                        | 0–2                                                            |
| 38                                                             | 03.09.2005                                                     | Basel                                                          | WK-kwalificatie                                                | Zwitserland – Israël                                           | 1–1                                                            |
| 39                                                             | 07.09.2005                                                     | Strovolos                                                      | WK-kwalificatie                                                | Cyprus – Zwitserland                                           | 1–3                                                            |
| 40                                                             | 08.10.2005                                                     | Bern                                                           | WK-kwalificatie                                                | Zwitserland – Frankrijk                                        | 1–1                                                            |
| 41                                                             | 12.10.2005                                                     | Dublin                                                         | WK-kwalificatie                                                | Ierland – Zwitserland                                          | 0–0                                                            |
| 42                                                             | 12.11.2005                                                     | Bern                                                           | WK-kwalificatie                                                | Zwitserland – Turkije                                          | 2–0                                                            |
| 43                                                             | 16.11.2005                                                     | Istanbul                                                       | WK-kwalificatie                                                | Turkije – Zwitserland                                          | 4–2                                                            |
| 44                                                             | 01.03.2006                                                     | Glasgow                                                        | Vriendschappelijk                                              | Schotland – Zwitserland                                        | 1–3                                                            |
| 45                                                             | 27.05.2006                                                     | Basel                                                          | Vriendschappelijk                                              | Zwitserland – Ivoorkust                                        | 1–1                                                            |
| 46                                                             | 31.05.2006                                                     | Lancy                                                          | Vriendschappelijk                                              | Zwitserland – Italië                                           | 1–1                                                            |
| 47                                                             | 03.06.2006                                                     | Zurich                                                         | Vriendschappelijk                                              | Zwitserland – China                                            | 4–1                                                            |
| 48                                                             | 13.06.2006                                                     | Stuttgart                                                      | WK-eindronde                                                   | Frankrijk – Zwitserland                                        | 0–0                                                            |
| 49                                                             | 19.06.2006                                                     | Dortmund                                                       | WK-eindronde                                                   | Zwitserland – Togo                                             | 2–0                                                            |
| 50                                                             | 23.06.2006                                                     | Hannover                                                       | WK-eindronde                                                   | Zwitserland – Zuid-Korea                                       | 2–0                                                            |
| 51                                                             | 26.06.2006                                                     | Keulen                                                         | WK-eindronde                                                   | Zwitserland – Oekraïne                                         | 0–0                                                            |
| 52                                                             | 16.08.2006                                                     | Vaduz                                                          | Vriendschappelijk                                              | Liechtenstein – Zwitserland                                    | 0–3                                                            |
| 53                                                             | 02.09.2006                                                     | Basel                                                          | Vriendschappelijk                                              | Zwitserland – Venezuela                                        | 1–0                                                            |
| 54                                                             | 06.09.2006                                                     | Lancy                                                          | Vriendschappelijk                                              | Zwitserland – Costa Rica                                       | 2–0                                                            |
| 55                                                             | 11.10.2006                                                     | Innsbruck                                                      | Vriendschappelijk                                              | Oostenrijk – Zwitserland                                       | 2–1                                                            |
| 56                                                             | 15.11.2006                                                     | Basel                                                          | Vriendschappelijk                                              | Zwitserland – Brazilië                                         | 1–2                                                            |
| 57                                                             | 07.02.2007                                                     | Dusseldorf                                                     | Vriendschappelijk                                              | Duitsland – Zwitserland                                        | 3–1                                                            |
| 58                                                             | 22.03.2007                                                     | Fort Lauderdale                                                | Vriendschappelijk                                              | Jamaica – Zwitserland                                          | 0–2                                                            |
| 59                                                             | 25.03.2007                                                     | Miami                                                          | Vriendschappelijk                                              | Colombia – Zwitserland                                         | 3–1                                                            |
| 60                                                             | 02.06.2007                                                     | Basel                                                          | Vriendschappelijk                                              | Zwitserland – Argentinië                                       | 1–1                                                            |
| 61                                                             | 22.08.2007                                                     | Lancy                                                          | Vriendschappelijk                                              | Zwitserland – Nederland                                        | 2–1                                                            |
| 62                                                             | 07.09.2007                                                     | Vienna                                                         | Vriendschappelijk                                              | Zwitserland – Chili                                            | 2–1                                                            |
| 63                                                             | 11.09.2007                                                     | Klagenfurt                                                     | Vriendschappelijk                                              | Zwitserland – Japan                                            | 3–4                                                            |
| 64                                                             | 13.10.2007                                                     | Zurich                                                         | Vriendschappelijk                                              | Zwitserland – Oostenrijk                                       | 3–1                                                            |
| 65                                                             | 17.10.2007                                                     | Basel                                                          | Vriendschappelijk                                              | Zwitserland – Verenigde Staten                                 | 0–1                                                            |
| 66                                                             | 20.11.2007                                                     | Zurich                                                         | Vriendschappelijk                                              | Zwitserland – Nigeria                                          | 0–1                                                            |
| 67                                                             | 06.02.2008                                                     | Londen                                                         | Vriendschappelijk                                              | Engeland – Zwitserland                                         | 2–1                                                            |
| 68                                                             | 26.03.2008                                                     | Basel                                                          | Vriendschappelijk                                              | Zwitserland – Duitsland                                        | 0–4                                                            |
| 69                                                             | 24.05.2008                                                     | Lugano                                                         | Vriendschappelijk                                              | Zwitserland – Slowakije                                        | 2–0                                                            |
| 70                                                             | 30.05.2008                                                     | Sankt Gallen                                                   | Vriendschappelijk                                              | Zwitserland – Liechtenstein                                    | 3–0                                                            |
| 71                                                             | 07.06.2008                                                     | Basel                                                          | EK-eindronde                                                   | Zwitserland – Tsjechië                                         | 0–1                                                            |
| 72                                                             | 11.06.2008                                                     | Basel                                                          | EK-eindronde                                                   | Zwitserland – Turkije                                          | 1–2                                                            |
| 73                                                             | 15.06.2008                                                     | Basel                                                          | EK-eindronde                                                   | Zwitserland – Portugal                                         | 2–0                                                            |